# Fußball-Weltmeisterschaft 2022/Gruppe G
| Pl. | Land      | Sp. | S | U | N | Tore    | Diff. | Punkte |
| --- | --------- | --- | - | - | - | ------- | ----- | ------ |
| 1.  | Brasilien | 3   | 2 | 0 | 1 | 003:100 | +2    | 06     |
| 2.  | Schweiz   | 3   | 2 | 0 | 1 | 004:300 | +1    | 06     |
| 3.  | Kamerun   | 3   | 1 | 1 | 1 | 004:400 | ±0    | 04     |
| 4.  | Serbien   | 3   | 0 | 1 | 2 | 005:800 | −3    | 01     |

Gruppe G der Fußball-Weltmeisterschaft 2022:

## Schweiz – Kamerun 1:0 (0:0)
| Schweiz                                                                        | Schweiz | Kamerun | Kamerun | Aufstellung                       |
| ------------------------------------------------------------------------------ | --- | --- | ------- | --------------------------------- |
| Schweiz                                                                        | \| 1. Spieltag \| \| 24. November 2022 um 13:00 Uhr (11:00 Uhr MEZ) in al-Wakra (al-Janoub Stadium) \| \| Zuschauer: 39.089 \| \| Schiedsrichter: Facundo Tello ( Argentinien) 1 \| \| Spielbericht \|                                                                                       | \| 1. Spieltag \| \| 24. November 2022 um 13:00 Uhr (11:00 Uhr MEZ) in al-Wakra (al-Janoub Stadium) \| \| Zuschauer: 39.089 \| \| Schiedsrichter: Facundo Tello ( Argentinien) 1 \| \| Spielbericht \| | Kamerun | Aufstellung Schweiz gegen Kamerun |
| Schweiz                                                                        | Yann Sommer – Silvan Widmer, Manuel Akanji, Nico Elvedi, Ricardo Rodríguez (90. Eray Cömert) – Remo Freuler, Granit Xhaka – Xherdan Shaqiri (72. Noah Okafor), Djibril Sow (72. Fabian Frei), Ruben Vargas (81. Fabian Rieder) – Breel Embolo (72. Haris Seferović) Cheftrainer: Murat Yakin | André Onana – Collins Fai, Jean-Charles Castelletto, Nicolas N’Koulou, Nouhou Tolo – Frank Anguissa, Samuel Oum Gouet, Martin Hongla (68. Gaël Ondoua) – Bryan Mbeumo (81. Nicolas Moumi Ngamaleu), Eric Maxim Choupo-Moting (74. Vincent Aboubakar), Karl Toko Ekambi (74. Georges-Kévin N’Koudou) Cheftrainer: Rigobert Song | Kamerun | Aufstellung Schweiz gegen Kamerun |
| Schweiz                                                                        | 1:0 Embolo (48.) | | Kamerun | Aufstellung Schweiz gegen Kamerun |
| Schweiz                                                                        | Elvedi (64.), Akanji (83.) | Fai (36.) | Kamerun | Aufstellung Schweiz gegen Kamerun |
| Schweiz                                                                        | Spieler des Spiels: Yann Sommer (Schweiz) | | Kamerun | Aufstellung Schweiz gegen Kamerun |
| 1. Spieltag                                                                    | | |         |                                   |
| 24. November 2022 um 13:00 Uhr (11:00 Uhr MEZ) in al-Wakra (al-Janoub Stadium) | | |         |                                   |
| Zuschauer: 39.089                                                              | | |         |                                   |
| Schiedsrichter: Facundo Tello ( Argentinien) 1                                 | | |         |                                   |
| Spielbericht                                                                   | | |         |                                   |

## Brasilien – Serbien 2:0 (0:0)
| Brasilien                                                                        | Brasilien | Serbien | Serbien | Aufstellung                         |
| -------------------------------------------------------------------------------- | --- | --- | ------- | ----------------------------------- |
| Brasilien                                                                        | \| 1. Spieltag \| \| 24. November 2022 um 22:00 Uhr (20:00 Uhr MEZ) in Lusail (Lusail Iconic Stadium) \| \| Zuschauer: 88.103 \| \| Schiedsrichter: Alireza Faghani ( Iran) 2 \| \| Spielbericht \|                                       | \| 1. Spieltag \| \| 24. November 2022 um 22:00 Uhr (20:00 Uhr MEZ) in Lusail (Lusail Iconic Stadium) \| \| Zuschauer: 88.103 \| \| Schiedsrichter: Alireza Faghani ( Iran) 2 \| \| Spielbericht \| | Serbien | Aufstellung Brasilien gegen Serbien |
| Brasilien                                                                        | Alisson – Danilo, Marquinhos, Thiago Silva , Alex Sandro – Lucas Paquetá (75. Fred), Casemiro – Raphinha (87. Gabriel Martinelli), Neymar (79. Antony), Vinícius Júnior (75. Rodrygo) – Richarlison (79. Gabriel Jesus) Cheftrainer: Tite | Vanja Milinković-Savić – Nikola Milenković, Miloš Veljković, Strahinja Pavlović – Andrija Živković (57. Nemanja Radonjić), Saša Lukić (66. Darko Lazović), Nemanja Gudelj (57. Ivan Ilić), Filip Mladenović (66. Dušan Vlahović), Dušan Tadić , Sergej Milinković-Savić – Aleksandar Mitrović (83. Nemanja Maksimović) Cheftrainer: Dragan Stojković | Serbien | Aufstellung Brasilien gegen Serbien |
| Brasilien                                                                        | 1:0 Richarlison (63.) 2:0 Richarlison (73.) | | Serbien | Aufstellung Brasilien gegen Serbien |
| Brasilien                                                                        | Pavlović (7.), Gudelj (49.), Lukić (64.) | | Serbien | Aufstellung Brasilien gegen Serbien |
| Brasilien                                                                        | Spieler des Spiels: Richarlison (Brasilien) | | Serbien | Aufstellung Brasilien gegen Serbien |
| 1. Spieltag                                                                      | | |         |                                     |
| 24. November 2022 um 22:00 Uhr (20:00 Uhr MEZ) in Lusail (Lusail Iconic Stadium) | | |         |                                     |
| Zuschauer: 88.103                                                                | | |         |                                     |
| Schiedsrichter: Alireza Faghani ( Iran) 2                                        | | |         |                                     |
| Spielbericht                                                                     | | |         |                                     |

## Kamerun – Serbien 3:3 (1:2)
| Kamerun                                                                             | Kamerun | Serbien | Serbien | Aufstellung                       |
| ----------------------------------------------------------------------------------- | --- | --- | ------- | --------------------------------- |
| Kamerun                                                                             | \| 2. Spieltag \| \| 28. November 2022 um 13:00 Uhr (11:00 Uhr MEZ) in al-Wakra (al-Janoub Stadium) \| \| Zuschauer: 39.789 \| \| Schiedsrichter: Mohammed Abdullah Hassan Mohammed ( Vereinigte Arabische Emirate) 3 \| \| Spielbericht \| | \| 2. Spieltag \| \| 28. November 2022 um 13:00 Uhr (11:00 Uhr MEZ) in al-Wakra (al-Janoub Stadium) \| \| Zuschauer: 39.789 \| \| Schiedsrichter: Mohammed Abdullah Hassan Mohammed ( Vereinigte Arabische Emirate) 3 \| \| Spielbericht \| | Serbien | Aufstellung Kamerun gegen Serbien |
| Kamerun                                                                             | Devis Epassy – Collins Fai, Jean-Charles Castelletto, Nicolas N’Koulou, Nouhou Tolo – Frank Anguissa (81. Samuel Oum Gouet), Pierre Kunde (67. Gaël Ondoua), Martin Hongla (55. Vincent Aboubakar) – Bryan Mbeumo (81. Georges-Kévin N’Koudou), Eric Maxim Choupo-Moting , Karl Toko Ekambi (67. Christian Bassogog) Cheftrainer: Rigobert Song | Vanja Milinković-Savić – Nikola Milenković, Miloš Veljković (78. Srđan Babić), Strahinja Pavlović (55. Stefan Mitrović) – Andrija Živković (78. Nemanja Radonjić), Saša Lukić, Nemanja Maksimović, Filip Kostić (90.+2' Filip Đuričić) – Dušan Tadić , Aleksandar Mitrović, Sergej Milinković-Savić (78. Marko Grujić) Cheftrainer: Dragan Stojković | Serbien | Aufstellung Kamerun gegen Serbien |
| Kamerun                                                                             | 1:0 Castelletto (29.) 2:3 Aboubakar (63.) 3:3 Choupo-Moting (66.) | 1:1 Pavlović (45.+1') 1:2 S. Milinković-Savić (45.+3') 1:3 Mitrović (53.) | Serbien | Aufstellung Kamerun gegen Serbien |
| Kamerun                                                                             | N’Koulou (24.), Bassogog (30.) | Jović (45.+4'), Milenković (90.+3') | Serbien | Aufstellung Kamerun gegen Serbien |
| Kamerun                                                                             | Spieler des Spiels: Vincent Aboubakar (Kamerun) | | Serbien | Aufstellung Kamerun gegen Serbien |
| 2. Spieltag                                                                         | | |         |                                   |
| 28. November 2022 um 13:00 Uhr (11:00 Uhr MEZ) in al-Wakra (al-Janoub Stadium)      | | |         |                                   |
| Zuschauer: 39.789                                                                   | | |         |                                   |
| Schiedsrichter: Mohammed Abdullah Hassan Mohammed ( Vereinigte Arabische Emirate) 3 | | |         |                                   |
| Spielbericht                                                                        | | |         |                                   |

## Brasilien – Schweiz 1:0 (0:0)
| Brasilien                                                            | Brasilien | Schweiz | Schweiz | Aufstellung                         |
| -------------------------------------------------------------------- | --- | --- | ------- | ----------------------------------- |
| Brasilien                                                            | \| 2. Spieltag \| \| 28. November 2022 um 19:00 Uhr (17:00 Uhr MEZ) in Doha (Stadium 974) \| \| Zuschauer: 43.649 \| \| Schiedsrichter: Iván Barton ( El Salvador) 4 \| \| Spielbericht \|                                                       | \| 2. Spieltag \| \| 28. November 2022 um 19:00 Uhr (17:00 Uhr MEZ) in Doha (Stadium 974) \| \| Zuschauer: 43.649 \| \| Schiedsrichter: Iván Barton ( El Salvador) 4 \| \| Spielbericht \| | Schweiz | Aufstellung Brasilien gegen Schweiz |
| Brasilien                                                            | Alisson – Éder Militão, Marquinhos, Thiago Silva , Alex Sandro (86. Alex Telles) – Lucas Paquetá (46. Rodrygo), Casemiro, Fred (58. Bruno Guimarães) – Raphinha (73. Antony), Richarlison (73. Gabriel Jesus), Vinícius Júnior Cheftrainer: Tite | Yann Sommer – Silvan Widmer (86. Fabian Frei), Manuel Akanji, Nico Elvedi, Ricardo Rodríguez – Remo Freuler, Granit Xhaka – Fabian Rieder (58. Renato Steffen), Djibril Sow (76. Michel Aebischer), Ruben Vargas (58. Edimilson Fernandes) – Breel Embolo (76. Haris Seferović) Cheftrainer: Murat Yakin | Schweiz | Aufstellung Brasilien gegen Schweiz |
| Brasilien                                                            | 1:0 Casemiro (83.) | | Schweiz | Aufstellung Brasilien gegen Schweiz |
| Brasilien                                                            | Fred (52.) | Rieder (50.) | Schweiz | Aufstellung Brasilien gegen Schweiz |
| Brasilien                                                            | Spieler des Spiels: Casemiro (Brasilien) | | Schweiz | Aufstellung Brasilien gegen Schweiz |
| 2. Spieltag                                                          | | |         |                                     |
| 28. November 2022 um 19:00 Uhr (17:00 Uhr MEZ) in Doha (Stadium 974) | | |         |                                     |
| Zuschauer: 43.649                                                    | | |         |                                     |
| Schiedsrichter: Iván Barton ( El Salvador) 4                         | | |         |                                     |
| Spielbericht                                                         | | |         |                                     |

## Kamerun – Brasilien 1:0 (0:0)
| Kamerun                                                                         | Kamerun | Brasilien | Brasilien | Aufstellung                         |
| ------------------------------------------------------------------------------- | --- | --- | --------- | ----------------------------------- |
| Kamerun                                                                         | \| 3. Spieltag \| \| 2. Dezember 2022 um 22:00 Uhr (20:00 Uhr MEZ) in Lusail (Lusail Iconic Stadium) \| \| Zuschauer: 85.986 \| \| Schiedsrichter: Ismail Elfath ( Vereinigte Staaten) 5 \| \| Spielbericht \|                                                                              | \| 3. Spieltag \| \| 2. Dezember 2022 um 22:00 Uhr (20:00 Uhr MEZ) in Lusail (Lusail Iconic Stadium) \| \| Zuschauer: 85.986 \| \| Schiedsrichter: Ismail Elfath ( Vereinigte Staaten) 5 \| \| Spielbericht \|               | Brasilien | Aufstellung Kamerun gegen Brasilien |
| Kamerun                                                                         | Devis Epassy – Collins Fai, Christopher Wooh, Enzo Ebosse, Nouhou Tolo – Frank Anguissa, Pierre Kunde (68. Olivier Ntcham) – Bryan Mbeumo (64. Karl Toko Ekambi), Eric Maxim Choupo-Moting, Nicolas Moumi Ngamaleu (86. Jerome Ngom Mbekeli) – Vincent Aboubakar Cheftrainer: Rigobert Song | Ederson – Dani Alves , Éder Militão, Bremer, Alex Telles (54. Marquinhos) – Fabinho, Fred (54. Bruno Guimarães) – Antony (79. Raphinha), Rodrygo (54. Éverton Ribeiro), Gabriel Martinelli – Gabriel Jesus Cheftrainer: Tite | Brasilien | Aufstellung Kamerun gegen Brasilien |
| Kamerun                                                                         | 1:0 Aboubakar (90.+2') | | Brasilien | Aufstellung Kamerun gegen Brasilien |
| Kamerun                                                                         | Tolo (6.), Kunde (28.), Fai (32.) | Militão (7.), Guimarães (85.) | Brasilien | Aufstellung Kamerun gegen Brasilien |
| Kamerun                                                                         | Aboubakar (90.+3') | | Brasilien | Aufstellung Kamerun gegen Brasilien |
| Kamerun                                                                         | Spieler des Spiels: Vincent Aboubakar (Kamerun) | | Brasilien | Aufstellung Kamerun gegen Brasilien |
| 3. Spieltag                                                                     | | |           |                                     |
| 2. Dezember 2022 um 22:00 Uhr (20:00 Uhr MEZ) in Lusail (Lusail Iconic Stadium) | | |           |                                     |
| Zuschauer: 85.986                                                               | | |           |                                     |
| Schiedsrichter: Ismail Elfath ( Vereinigte Staaten) 5                           | | |           |                                     |
| Spielbericht                                                                    | | |           |                                     |

## Serbien – Schweiz 2:3 (2:2)
| Serbien                                                             | Serbien | Schweiz | Schweiz | Aufstellung                       |
| ------------------------------------------------------------------- | --- | --- | ------- | --------------------------------- |
| Serbien                                                             | \| 3. Spieltag \| \| 2. Dezember 2022 um 22:00 Uhr (20:00 Uhr MEZ) in Doha (Stadium 974) \| \| Zuschauer: 41.378 \| \| Schiedsrichter: Fernando Rapallini ( Argentinien) 6 \| \| Spielbericht \| | \| 3. Spieltag \| \| 2. Dezember 2022 um 22:00 Uhr (20:00 Uhr MEZ) in Doha (Stadium 974) \| \| Zuschauer: 41.378 \| \| Schiedsrichter: Fernando Rapallini ( Argentinien) 6 \| \| Spielbericht \|                                                                                            | Schweiz | Aufstellung Serbien gegen Schweiz |
| Serbien                                                             | Vanja Milinković-Savić – Nikola Milenković, Miloš Veljković (55. Nemanja Gudelj), Strahinja Pavlović – Andrija Živković (78. Nemanja Radonjić), Sergej Milinković-Savić (68. Nemanja Maksimović), Saša Lukić, Filip Kostić – Dušan Tadić (78. Filip Đuričić) – Aleksandar Mitrović, Dušan Vlahović (55. Luka Jović) Cheftrainer: Dragan Stojković | Gregor Kobel – Silvan Widmer, Manuel Akanji, Fabian Schär, Ricardo Rodríguez – Remo Freuler, Granit Xhaka – Xherdan Shaqiri (72. Denis Zakaria), Djibril Sow (72. Edimilson Fernandes), Ruben Vargas (81. Christian Fassnacht) – Breel Embolo (90.+6' Noah Okafor) Cheftrainer: Murat Yakin | Schweiz | Aufstellung Serbien gegen Schweiz |
| Serbien                                                             | 1:1 Mitrović (26.) 2:1 Vlahović (35.) | 0:1 Shaqiri (20.) 2:2 Embolo (44.) 2:3 Freuler (48.) | Schweiz | Aufstellung Serbien gegen Schweiz |
| Serbien                                                             | Sergej Milinković-Savić (47.), Pavlović (56.), Predrag Rajković (66. Reservebank), Gudelj (81.), Mitrović (82.), Milenković (90.+5'), Lukić (90.+10') | Widmer (15.), Vargas (34.), Xhaka (90.+5'), Schär (90.+9') | Schweiz | Aufstellung Serbien gegen Schweiz |
| Serbien                                                             | Spieler des Spiels: Granit Xhaka (Schweiz) | | Schweiz | Aufstellung Serbien gegen Schweiz |
| 3. Spieltag                                                         | | |         |                                   |
| 2. Dezember 2022 um 22:00 Uhr (20:00 Uhr MEZ) in Doha (Stadium 974) | | |         |                                   |
| Zuschauer: 41.378                                                   | | |         |                                   |
| Schiedsrichter: Fernando Rapallini ( Argentinien) 6                 | | |         |                                   |
| Spielbericht                                                        | | |         |                                   |